# Roubo de bens
A expressão roubo de bens é utilizada no mercado de seguros para designar a cobertura, em uma apólice, que visa reembolsar os prejuízos causados em decorrência do roubo ou furto qualificado e danos materiais causados aos bens cobertos (mercadorias, máquinas, equipamentos, instalações e matérias-primas) durante a prática ou tentativa do evento, no recinto do imóvel segurado.
Os riscos de valores e de títulos são protegidos pela cobertura de Valores, em apólices da modalidade de Riscos Diversos.